# Laura Benson
Pour les articles homonymes, voir Benson.
Laura Benson est une actrice britannique installée à Paris. 

## Carrière
Installée à Paris depuis 1981, formée à l'École des comédiens de Nanterre-Amandiers (direction Patrice Chéreau et Pierre Romans), Laura Benson débute en 1986 à la fois au cinéma (Hôtel de France) et sur les planches (Platonov) avec Patrice Chéreau. Une vingtaine de spectacles la voient travailler sous la direction de Luc Bondy, Pierre Romans, Didier Goldschmidt, Irina Brook, Nathalie Bensard (sa prestation dans George, pièce qu’elle a coécrite et produite, lui vaut une nomination aux Molières dans la catégorie « révélation ») ou encore Habib Naghmouchin dans Timon d'Athènes, adaptation de la pièce de William Shakespeare montée en décembre 2006 au Théâtre de la Boutonnière à Paris, avec Denis Lavant.
Au cinéma, Laura Benson joue dans "Hotel de France" de Patrice Chéreau et L'Amoureuse de Jacques Doillon en 1987 et, l’année suivante, dans Les Liaisons dangereuses de Stephen Frears. Puis elle est notamment dirigée par Alain Resnais dans I Want to Go Home (1990), Robert Altman (Prêt-à-porter, 1994). Plus récemment, on peut la voir dans Les Profs 2, Knock et dans Touch Me Not, le premier long métrage de la cinéaste roumaine Adina Pintilie, Ours d'Or à la 68ème Berlinale, dont elle tient le rôle principal.

## Filmographie

### Cinéma
- 1987 : Hôtel de France de Patrice Chéreau : Anna
- 1987 : L'Amoureuse de Jacques Doillon : Laurence
- 1988 : Les Liaisons dangereuses (Dangerous Liaisons) de Stephen Frears  : Émilie
- 1989 : I Want to Go Home d'Alain Resnais : Elsie Wellman
- 1991 : Amelia Lopes O'Neill de Valeria Sarmiento : Anna
- 1994 : Prêt-à-porter de Robert Altman : une proche de Milo
- 2004 : L'Américain de Patrick Timsit : Geena
- 2008 : Le Crime est notre affaire de Pascal Thomas  : Margaret Brown
- 2015 : Les Profs 2 de Pierre-François Martin-Laval  : Miss Johns
- 2017 : Knock de Lorraine Lévy : la passagère anglaise
- 2018 : Touch Me Not d'Adina Pintilie : Laura
- 2021 : Spencer de Pablo Larraín : Angela
- 2021 : Lipstick on the Glass de Kuba Czekaj : Mary
- 2022 : Le Tigre et le Président de Jean-Marc Peyrefitte

### Télévision
- 1988 : Cinéma 16 - téléfilm L'Amoureuse de Jacques Doillon  : Laurence
- 1989 : Le Conte d'hiver, mise en scène Luc Bondy, filmé par Pierre Cavassilas  : Perdita
- 1991 : Un drôle de contrat de Carol Wiseman  : Hélène
- 1995 : Les Louves de Jean-Marc Seban (téléfilm) : Fred
- 2001 : Sydney Fox, l'aventurière, saison 2, épisode 19 The Exexutioner's Mask de Paolo Barzman  : la principale
- 2001 : Police District, saison 2, épisode 6 Double identité de Manuel Boursinhac (série tv)
- 2022 : Marie-Antoinette de Pete Travis et Geoffrey Enthoven : Madame de Noailles